# Nowe Centrum Łodzi

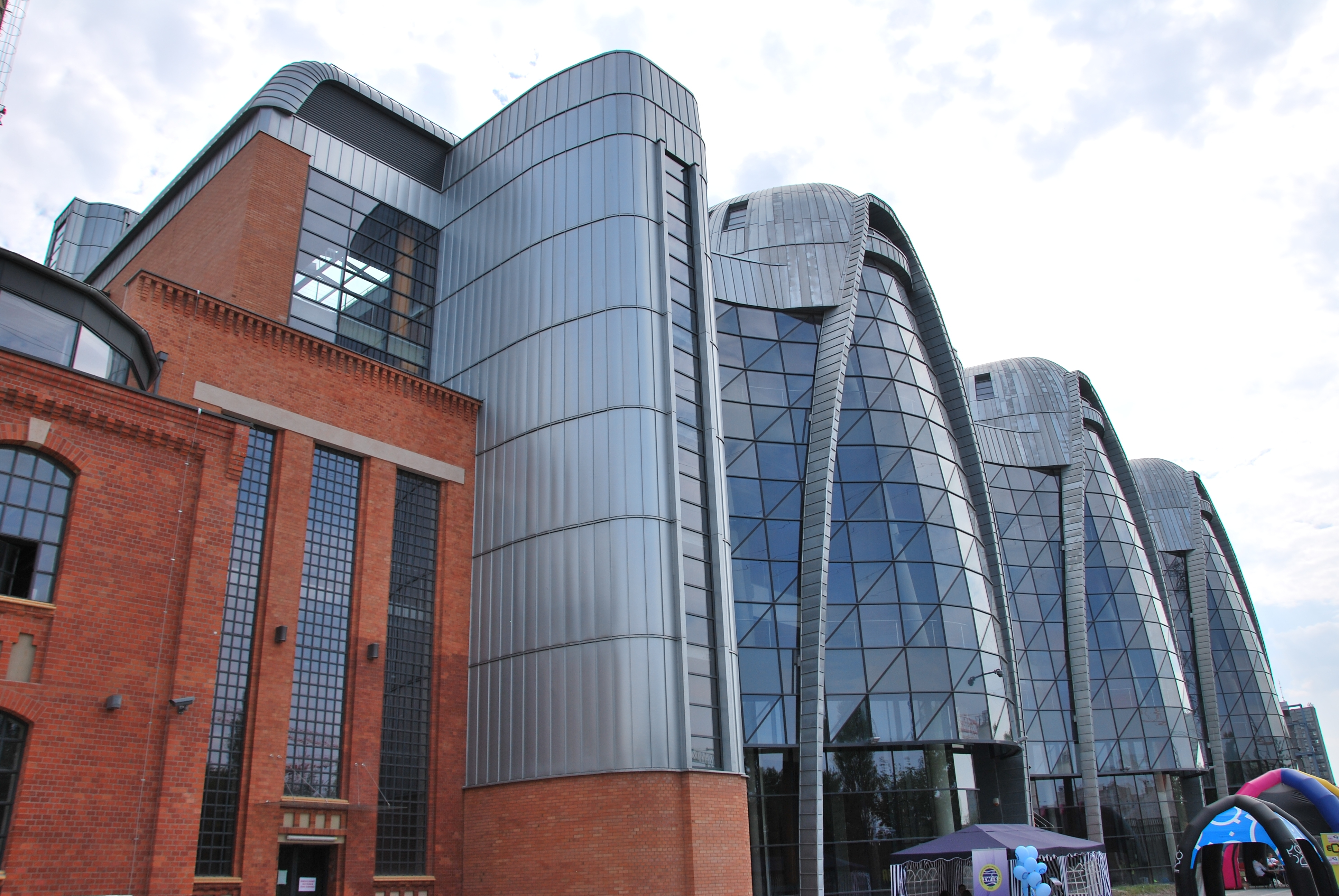
EC1 – Narodowe Centrum Kultury Filmowej (lipiec 2013)

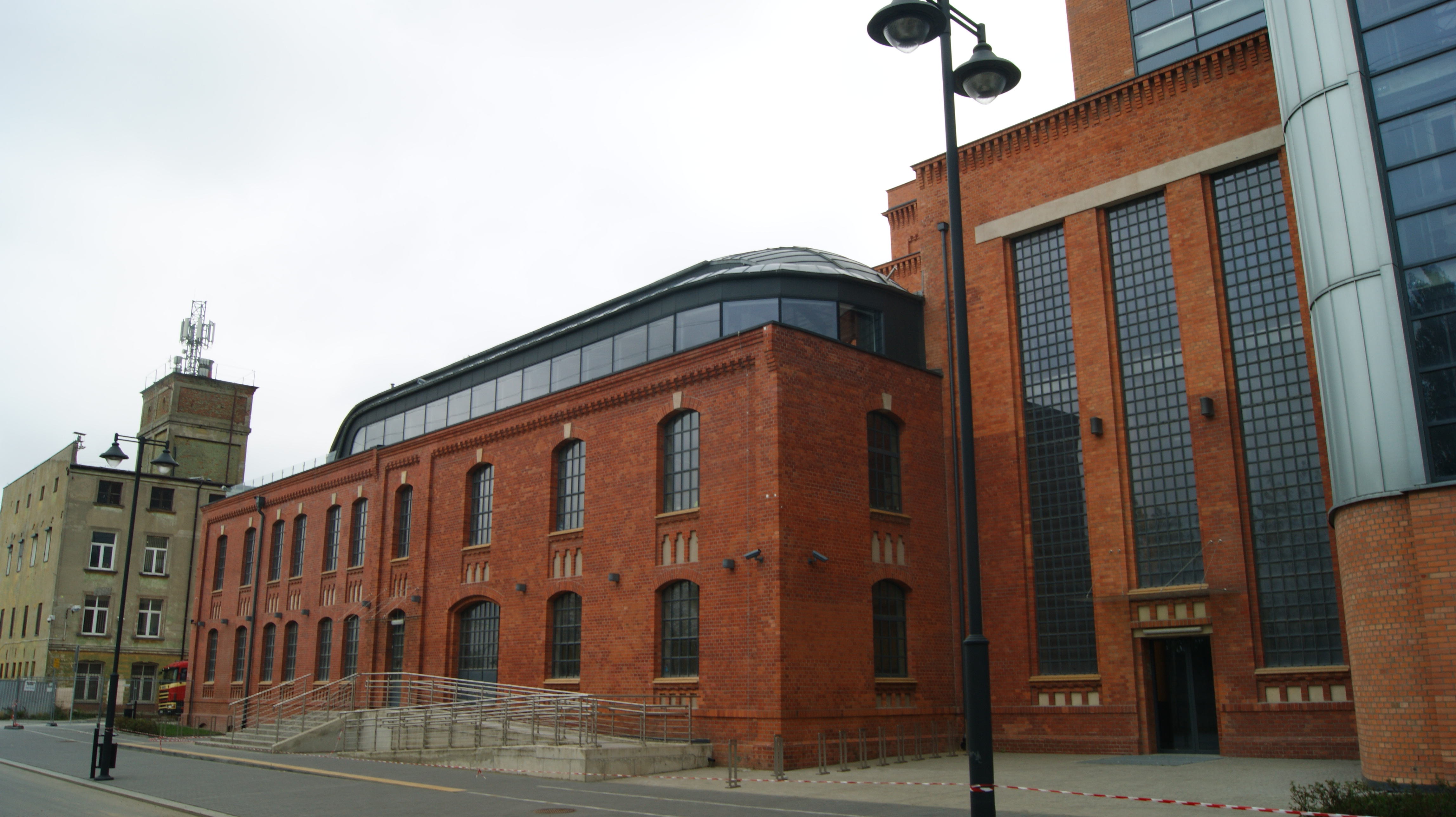
EC1 (wrzesień 2015)

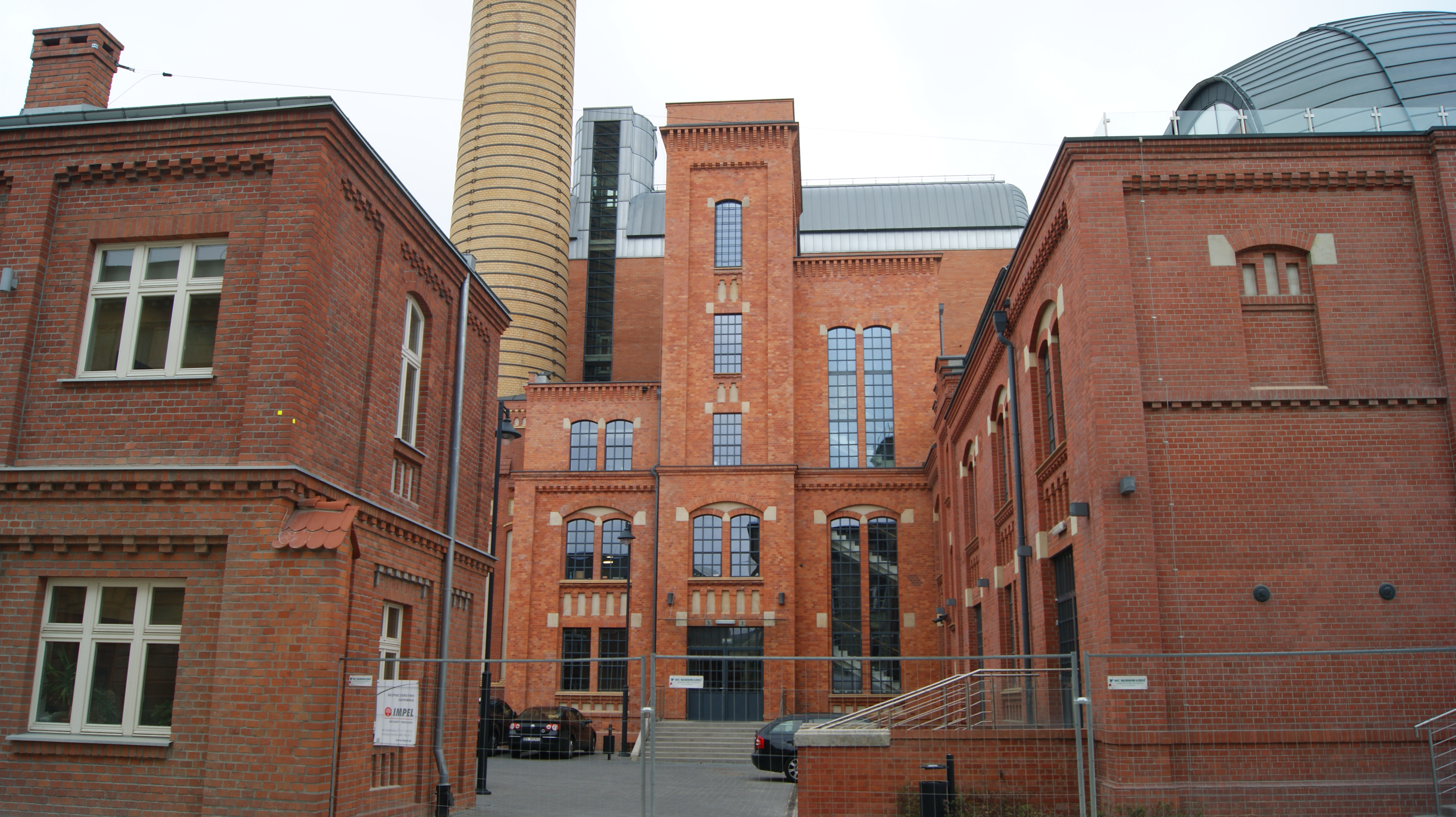
EC1 (wrzesień 2015)

Nowe Centrum Łodzi (NCŁ) – obszar Śródmieścia miasta Łodzi, wydzielony ulicami Narutowicza, Kopcińskiego, Tuwima i Piotrkowską, realizowany od 2007 roku jako centrum łączące biznes, handel, kulturę oraz transport. NCŁ jest największą tego typu inwestycją w Europie Środkowej. Zarząd projektu, kierowany przez Błażeja Modera, mieści się w dawnej rezydencji Adolfa Daubego przy ul. Piotrkowskiej 171/173.

## Cel projektu i jego charakter
Budowa ma na celu podniesienie rangi miasta na arenie międzynarodowej, promocję i rewitalizację obiektów historycznych na jego terenie, pobudzenie gospodarki miejskiej oraz stworzenie nowego miejsca, atrakcyjnego dla mieszkańców i turystów. Przestrzeń, uwolniona dzięki wprowadzeniu linii kolejowej i dworca Łódź Fabryczna pod ziemię, zostanie zagospodarowana przez stworzenie nowego fragmentu miasta, który dotychczas był rozcięty torami kolejowymi i stacją. W Nowym Centrum powstaną biurowce, restauracje, obiekty kultury i rozrywki. Powstaną liczne miejsca pracy dla łodzian.
Program realizacji NCŁ powstał na mocy uchwały Rady Miejskiej w Łodzi z dn. 28 sierpnia 2007 r. Pierwotnie projekt obejmował teren zamknięty ulicami Tuwima – Sienkiewicza – Narutowicza – Kopcińskiego. 4 lipca 2012 r. został rozszerzony o kwartał Tuwima – Piotrkowska – Narutowicza – Sienkiewicza. Autorem pierwszej koncepcji zagospodarowania przestrzennego NCŁ był światowej sławy luksemburski urbanista Rob Krier, który w 2007 roku nakreślił podstawy planu z umiejscowieniem dworca Łódź Fabryczna, strefami funkcjonalnymi i siatką ulic. W oparciu o tę koncepcję powstał pierwszy Miejscowy Plan Zagospodarowania Przestrzennego dla tego terenu. W 2013 roku Miasto przystąpiło do aktualizacji MPZP, który ostatecznie ma zostać uchwalony w IV kwartale 2014 roku.

## Podział i najważniejsze inwestycje
- Strefa I (40 ha) łącząca funkcje kulturalne, komercyjne i mieszkaniowe w kwartale ulic Kilińskiego, Tuwima, Nowotargowej i Narutowicza.
- Strefa II (30 ha) łącząca funkcje komercyjne z programami rewitalizacyjnymi mającymi na celu zachowanie historycznej miejskiej zabudowy, w kwartale ulic Nowotargowej, Tuwima, Kopcińskiego i Narutowicza.
- Strefa III (30 ha) to obszar gęstej zabudowy historycznej z przełomu XIX i XX wieku, w postaci kwartałów wielkomiejskich wymagających intensywnej rewitalizacji i uzupełnień, pomiędzy Piotrkowską, Tuwima, Kilińskiego i Narutowicza.

### Centrum multimodalne Łódź Fabryczna

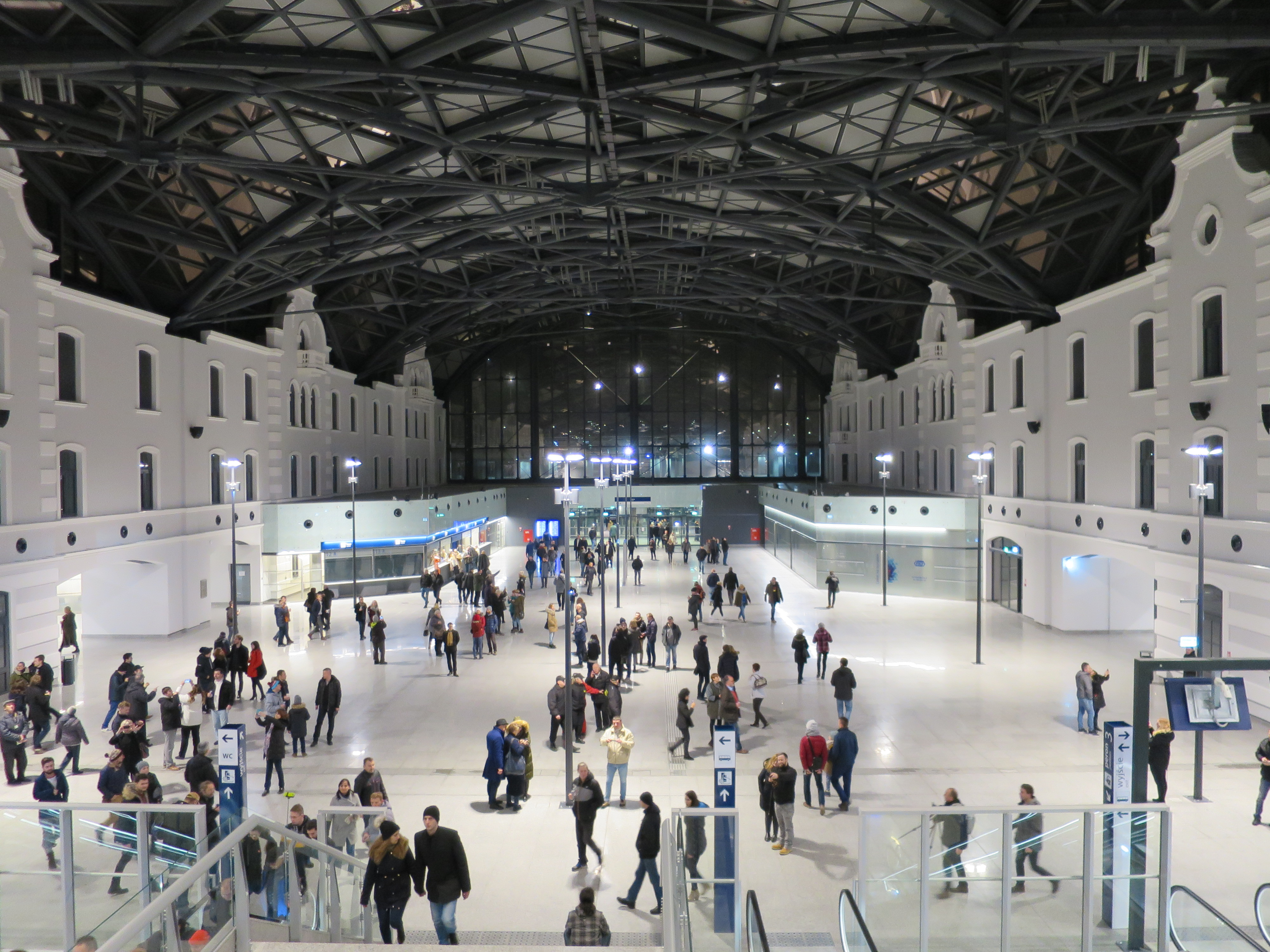
Łódź Fabryczna – hol dworca w dniu otwarcia (11 grudnia 2016)

W ramach budowy Nowego Centrum Łodzi, w latach 2011–2016, dworzec Łódź Fabryczna został poddany gruntownej przebudowie. Polegała ona na zlikwidowaniu istniejących dotychczas naziemnych budynków dworcowych oraz kilku kilometrów torów rozcinających miasto na dwie części i stworzeniu podziemnej stacji kolejowej, stanowiąc węzeł multimodalny łączący komunikację kolejową z miejską, samochodową, pieszą, oraz rowerową. Jednocześnie obszar dawnej trasy kolejowej został uwolniony do zagospodarowania. Ponadto projekt obejmuje stworzenie tunelu średnicowego pod miastem, prowadzącego do dworca Łódź Kaliska. Ocenia się, że jest to najnowocześniejszy dworzec w Polsce.

### EC1 – Miasto Kultury

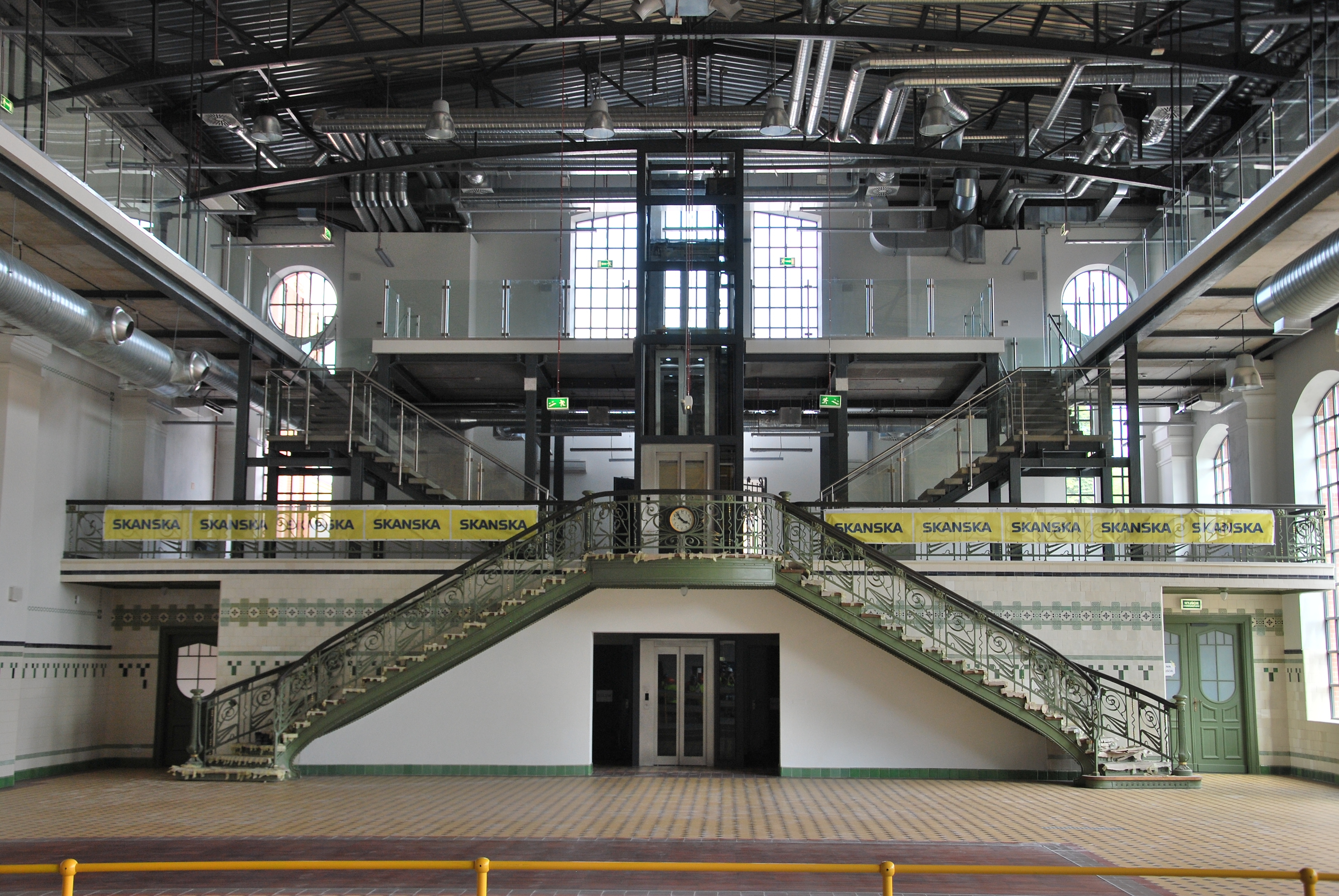
EC1 – były pomost w maszynowni
(lipiec 2013)

Nieopodal dworca Łódź Fabryczna znajduje się pierwsza łódzka elektrownia, EC1. Od 2010 roku jest systematycznie rewitalizowana i adaptowana do funkcji kulturalno-rozrywkowych. EC1 jest ogromnym centrum, podzielonym na trzy części. Celem wycenianej w 2015 na 274 miliony złotych (z czego 82,7 miliiony z funduszy UE) rewitalizacji obiektu było zatrzymanie wyjątkowego, poprzemysłowego charakteru tego obszaru, przy jednoczesnym zaadaptowaniu go do nowych funkcji. Budynek EC1 Wschód spełnia głównie funkcje kulturalno-artystyczne, udostępniając przestrzeń pod warsztaty, seminaria oraz twórcze projekty młodych artystów. Dla celów filmowych stworzony został m.in. teatr dźwięków umożliwiający nagrywanie i montowanie muzyki filmowej. Poza centrum sztuki filmowej dodatkowymi atrakcjami są planetarium, kino 3D, biblioteka, galeria i studia seminaryjno-konferencyjne.
EC1 Zachód jest siedzibą interaktywnego Centrum Nauki i Techniki. Są tu stałe ekspozycje (elementy ścieżek) składające się z interaktywnych urządzeń umożliwiających samodzielne przeprowadzanie doświadczeń i obserwacji. Zwiedzanie odbywa się według tematycznych kluczy tzw. ścieżkami: energetyczną („Przetwarzanie energii”), historii i cywilizacji oraz „Mikroświat – Makroświat”. Motywem przewodnim jest proces powstawania energii, przypominający historyczne przeznaczenie obiektu.